# Familie Haus
De familie Haus is de Belgische tak van de familie (von) Haus, waarvan het stamland is gelegen in de Vrijstaat Beieren, Duitsland. 
In 1817 week een lid van de familie (von) Haus vanuit de Vrijstaat Beieren (Würzburg) uit naar België (Gent); hij werd de stamvader van de Belgische tak van de familie (von) Haus met de familienaam Haus en verkreeg in 1840 de Belgische nationaliteit. De Belgische tak splitste vervolgens in twee takken, waarvan de jongste tak vanaf 1892 behoort tot de Belgische erfelijke adel met de titel van jonkheer en bovendien vanaf 1953 met de titel van baron (eerstgeboorterecht).

## Geschiedenis
De geschiedenis van de familie (von) Haus begint in de middeleeuwen en is het voorwerp van verder onderzoek. 
De post-middeleeuwse geschiedenis van de familie (von) Haus begint in 1651 en speelde zich af enerzijds in Duitsland, Vrijstaat Beieren, waar haar stamland ligt, anderzijds in Oostenrijk, Italië, Liechtenstein en België. De post-middeleeuwse geschiedenis van de familie (von) Haus is gekenmerkt door de talrijke juristen en hovelingen die ze in diverse landen voortbracht.
Leden van de familie (von) Haus werden de vorige eeuwen o.m. kamerheer aan het prins-bisschoppelijk hof in Würzburg, Vrijstaat Beieren, Duitsland, aan het keizerlijk hof van het Heilige Roomse Rijk in Wenen, Oostenrijk, aan het koninklijk hof van het Koninkrijk der Beide Siciliën in Napels en Palermo, Italië, alsook aan het prinselijk hof in Vaduz, Prinsdom Liechtenstein.
In de loop der eeuwen varieerde de familienaam van de familie (von) Haus van de Hus o.m. naar de familienamen von Haus, Haus, Haus von Hausen en Haus-Seuffert.
Leden van de familie (von) Haus werden in de loop van haar post-middeleeuwse geschiedenis markies van het Koninkrijk der Beide Siciliën (uitgestorven), paltsgraaf, baron en jonkheer van het Heilige Roomse Rijk (uitgestorven), baron van het Prinsdom Liechtenstein (uitgestorven), alsook baron (eerstgeboorterecht) en jonkheer (erfelijk) van het Koninkrijk België.

## Wapen
Het wapen van de oudste tak: In keel een huis van zilver, gedekt van lazuur, op een grasgrond van sinopel, een ingebogen gekapt schildhoofd van lazuur, beladen met twee zespuntige sterren van zilver.
Het wapen van de jongste tak: In zilver een huis van keel, gedekt van goud, geflankeerd door vier hoektorens met windwijzer van keel, gedekt van goud, op een grasgrond van sinopel, een ingebogen gekapt schildhoofd van lazuur, beladen met twee zespuntige sterren van zilver.
De wapenspreuk is Spes constanter

## Enkele leden
- Jean-Valentin Haus (1651 - 1729) is de stamvader van de Würzburgse tak van de familie (von) Haus met de familienaam Haus. Hij was hoofdkoster van de Neumünster kerk in Würzburg.
- Paltsgraaf François - Antoine - Melchior Haus (1711 - 1771) was als jurist baljuw van enkele baljuwschappen in opdracht van de prins-bisschop in het Prinsbisdom Würzburg. Later werd hij hoogleraar aan de universiteit van Würzburg, Faculteit Rechten en tevens de econoom van de universiteit. Uiteindelijk werd hij kamerheer aan het prins-bisschoppelijk hof in Würzburg. De titel van paltsgraaf was een eretitel, waaraan geen territoriaal paltsgraafschap was verbonden.
- Markies Jacques-Joseph (von) Haus (1748 - 1833) was decaan van de Faculteit Rechten aan de universiteit van Würzburg. Later werd hij kamerheer aan het koninklijk hof van het Koninkrijk der Beide Siciliën in Napels en Palermo. Hij was hoofd van de kunstverzamelingen van het Koninkrijk der Beide Siciliën en leidde de archeologische onderzoekingen in Agrigento, waarbij talrijke Grieks-Romeinse oudheden werden opgegraven; hij was in dat kader lid van de academies van Rome en van Napels. Markies Jacques-Joseph (von) Haus bezat een uitgebreide kunstverzameling Grieks-Romeinse oudheden, die hij legeerde aan de stad Palermo.
- Baron Balthazar-Nicolas-Joseph Haus (1753 - 1838) was eveneens kamerheer aan het koninklijk hof van het Koninkrijk der Beide Siciliën in Napels en Palermo. Later werd hij kamerheer aan het keizerlijk hof van het Heilige Roomse Rijk in Wenen.  Het wapen van Balthazar-Nicolas-Joseph Haus is afgebeeld op een brandglasraam in de Sint-Amanduskerk, Beernem, waar de familie Haus eigenaar was van het kasteel Meerberg.
- Jacques-Joseph Haus (1796 - 1881) is de stamvader van de Belgische tak van de familie (von) Haus met de familienaam Haus en verkreeg in 1840 de Belgische nationaliteit. Hij werd als jurist hoogleraar aan de pas opgerichte universiteit van Gent (1817) , Faculteit Rechten en was vier periodes rector van de universiteit; hij was tevens lid van L'Académie royale des sciences , des lettres et des beaux-arts de Belgique. Jacques-Joseph Haus wordt beschouwd als de auteur van het eerste Belgische Strafwetboek (1867).
- Baron Karl Haus von Hausen (1823 - 1889) was kamerheer aan het prinselijk hof van het Prinsdom Liechtenstein in Vaduz, alsook bestuurder van het vorstendom in opdracht van vorst Johann II. Baron Karl Haus von Hausen was in 1861 de grondlegger van de Liechtensteinische Landesbank (LLB), eveneens in opdracht van vorst Johann II.
- Jonkheer Charles Haus (1824 - 1905) was de stamvader van de jongste Belgische tak van de familie (von) Haus. Hij was doctor in de rechten, hoofdgriffier van het Hof van Beroep in Gent en werd in 1892 door koning Leopold II in de Belgische erfelijke adelstand verheven met de titel van jonkheer.
- Baron Fernand-Jacques Haus (1880 - 1964) was ere-eerste-voorzitter van het Hof van Beroep van Gent. Hij was tevens de stamvader van de jongste Belgische tak van de familie (von) Haus met de titel van baron (eerstgeboorterecht).
- Luitenant-Kolonel Auguste Haus (1892 - 1948) was een lid van de oudste Belgische tak van de familie (von) Haus. Hij was tijdens Wereldoorlog II commandant van het Geheim Leger, Zone III (provincies Oost-Vlaanderen en West-Vlaanderen).

## Portrettengalerij

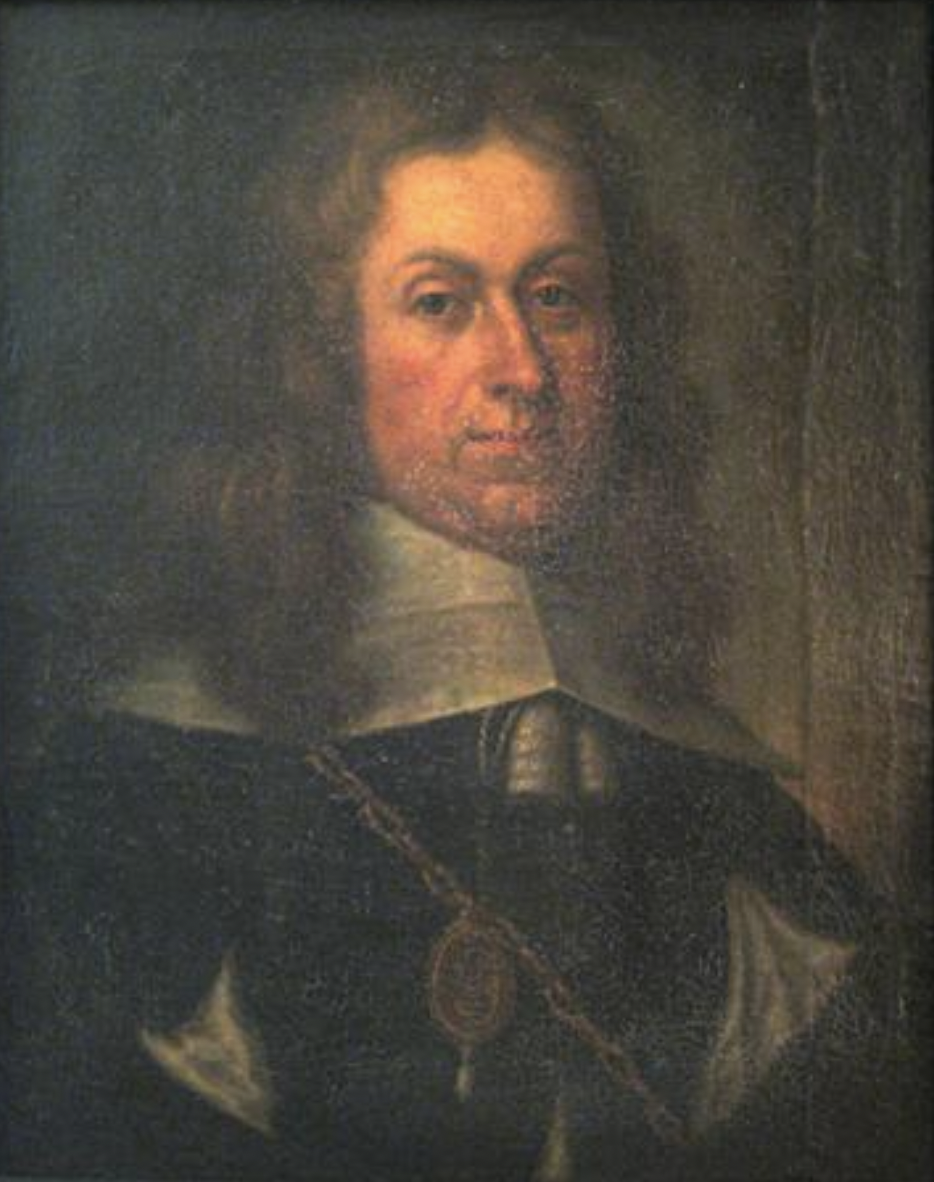
Jean-Valentin Haus (1651 - 1729)
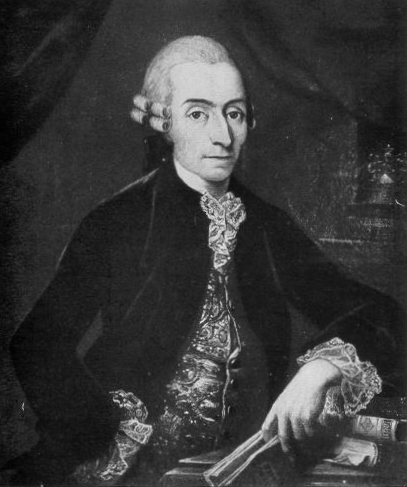
Paltsgraaf François - Antoine Haus (1711 - 1771)
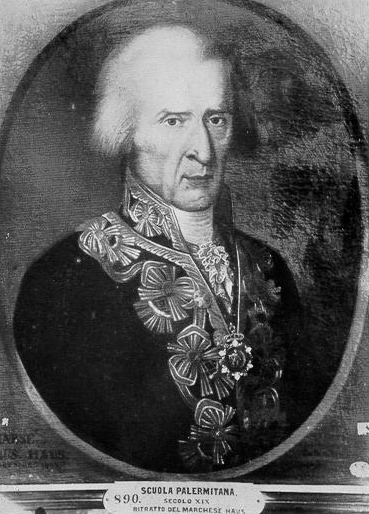
Markies Jacques-Joseph (von) Haus (1748 - 1833)
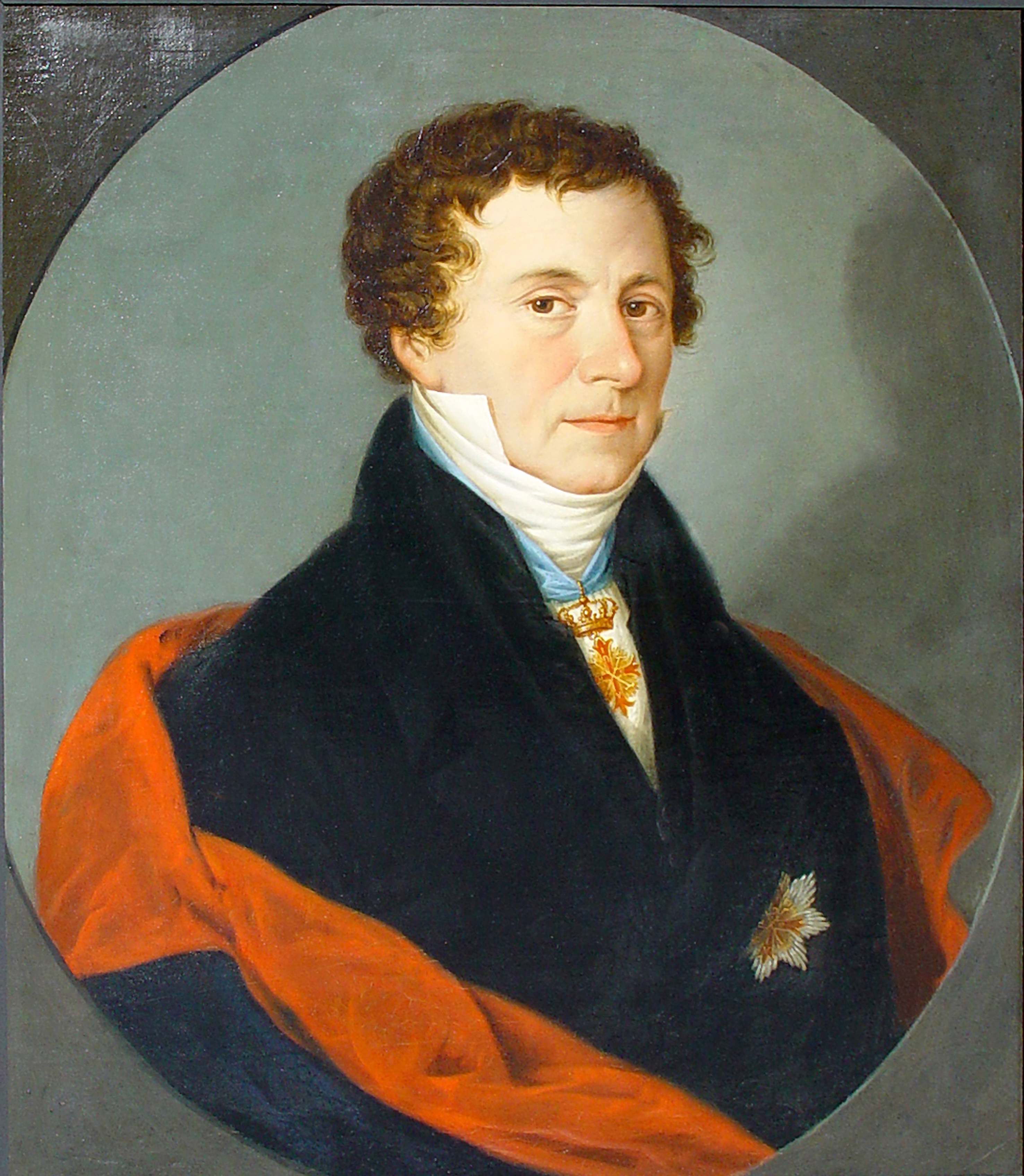
Baron Balthazar-Nicolas Haus (1753 - 1838)
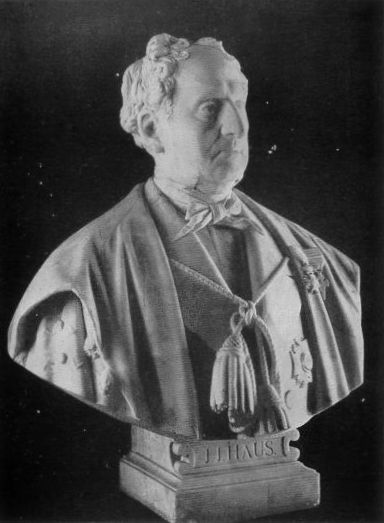
Jacques-Joseph Haus (1796 - 1881)
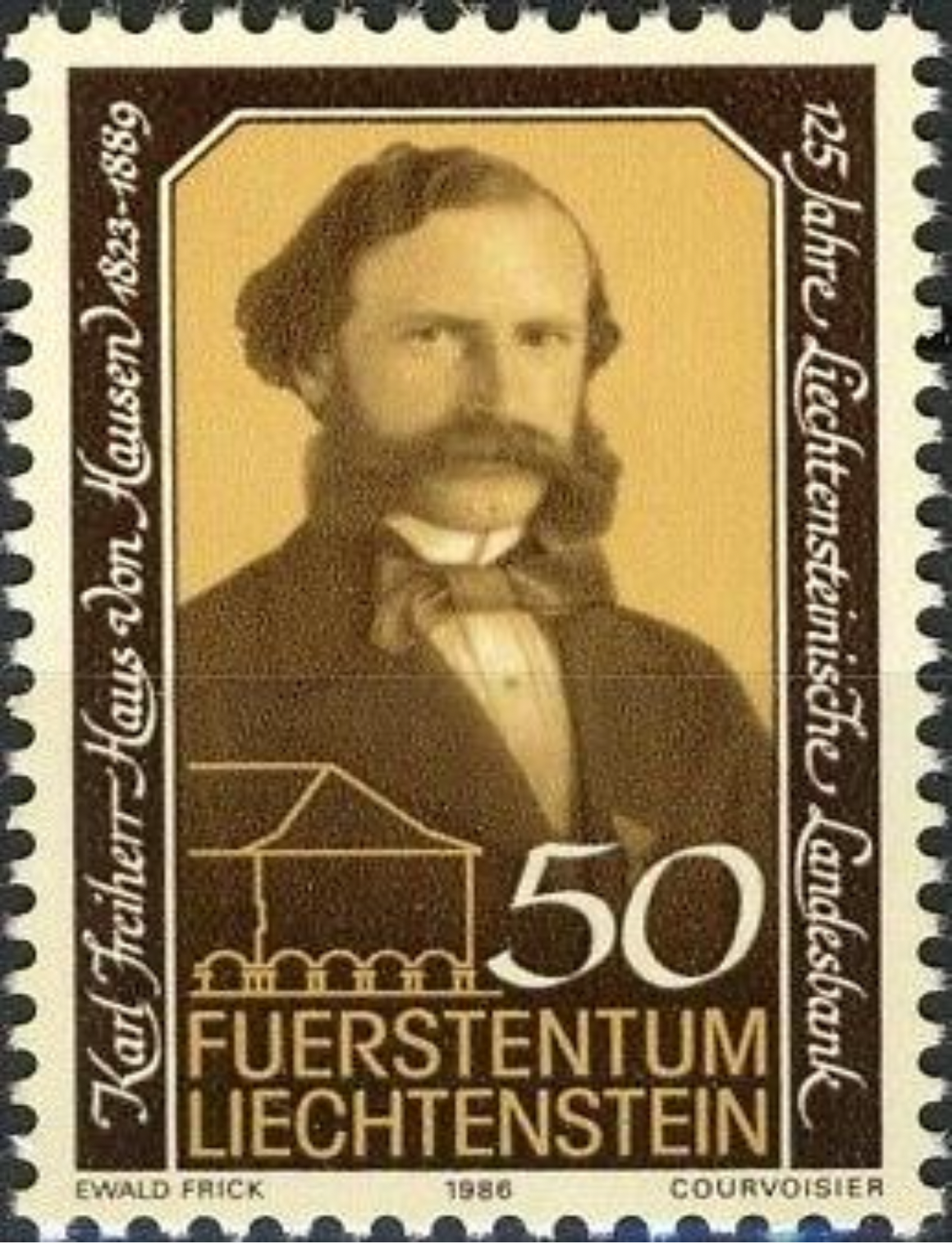
Postzegel met afbeelding Baron Karl Haus von Hausen (1823 - 1889) Prinsdom Liechtenstein 1986
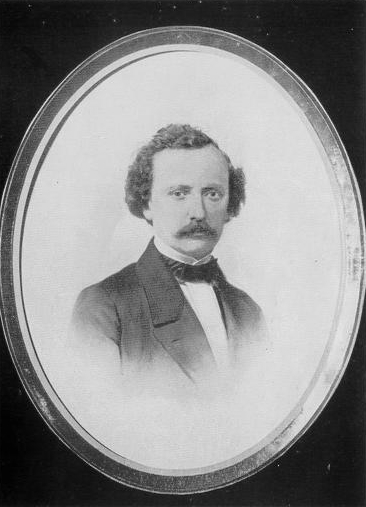
Jonkheer Charles Haus (1824 - 1905)
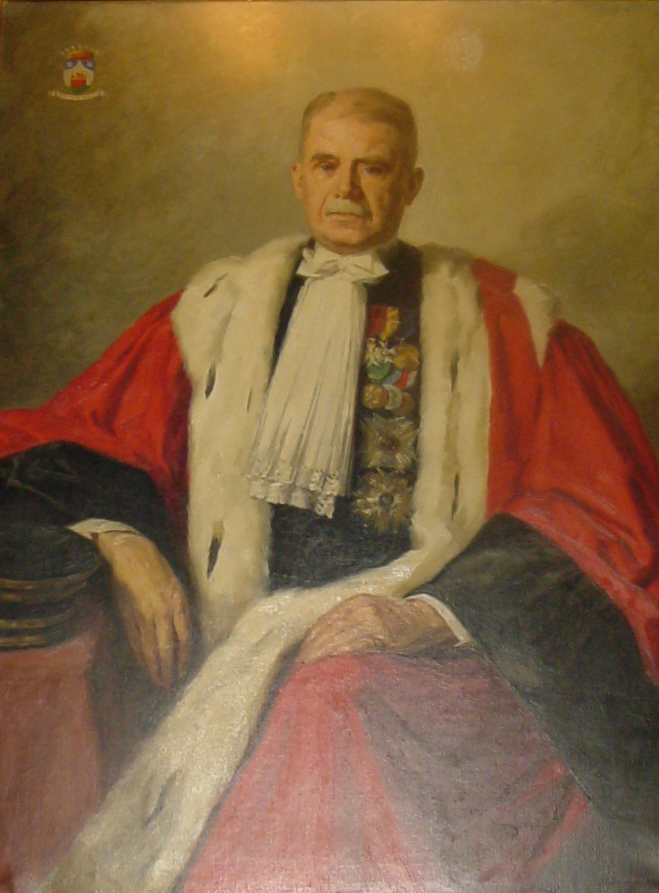
Baron Fernand-Jacques Haus (1880 - 1964)
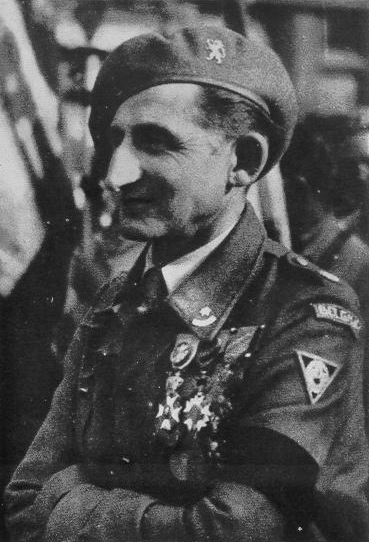
Luitenant-Kolonel Auguste Haus (1892 - 1948)

## Enkele gedenktekens

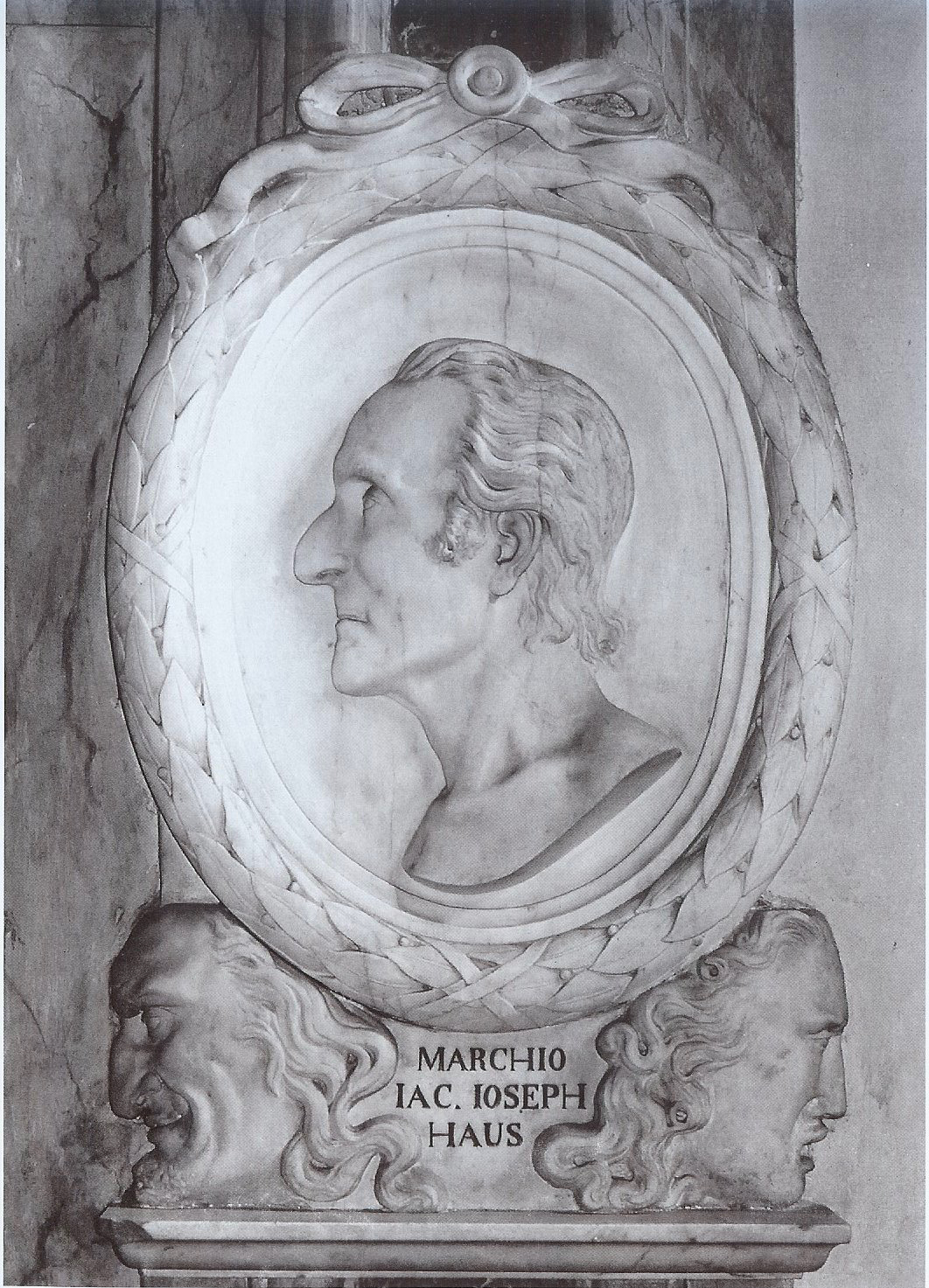
Graftombe Markies Jacques-Joseph (von) Haus (1748 - 1833) Palermo, Italië
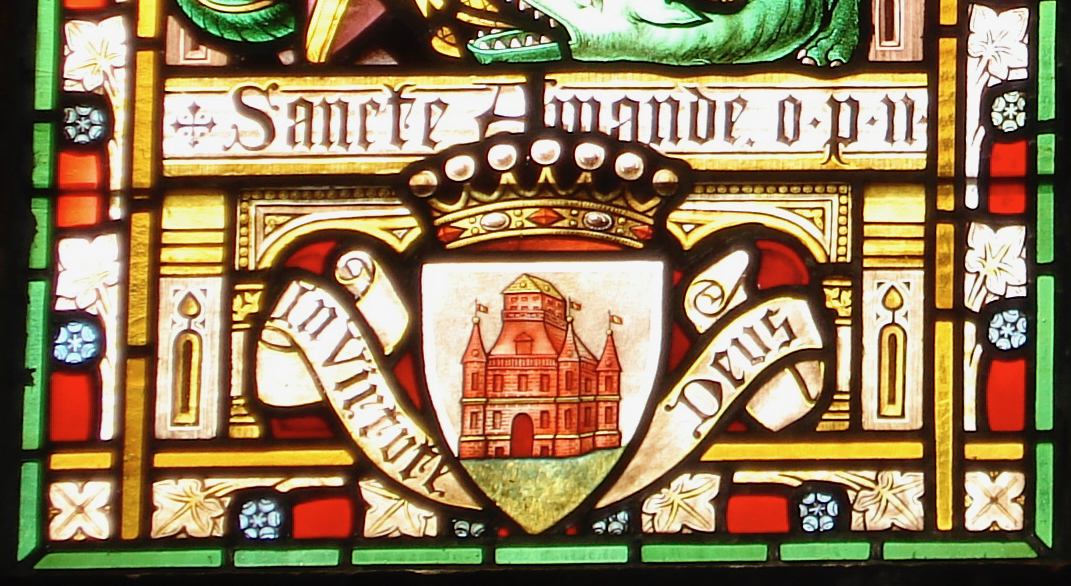
Brandglasraam met wapen Baron Balthazar-Nicolas Haus (1753 - 1838) Sint-Amanduskerk, Beernem
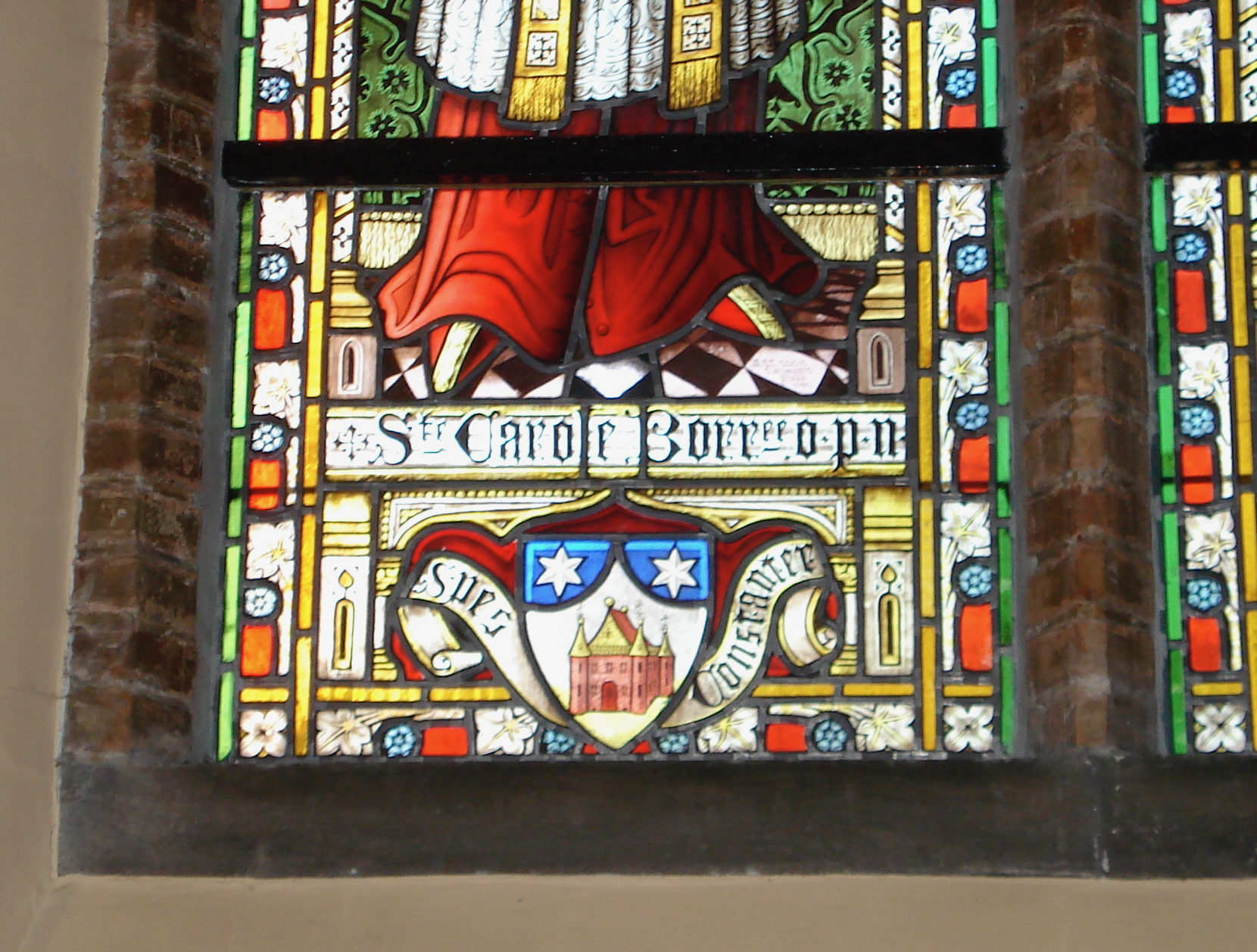
Brandglasraam met wapen jonkheer Charles Haus (1824 - 1905) Sint-Amanduskerk, Beernem
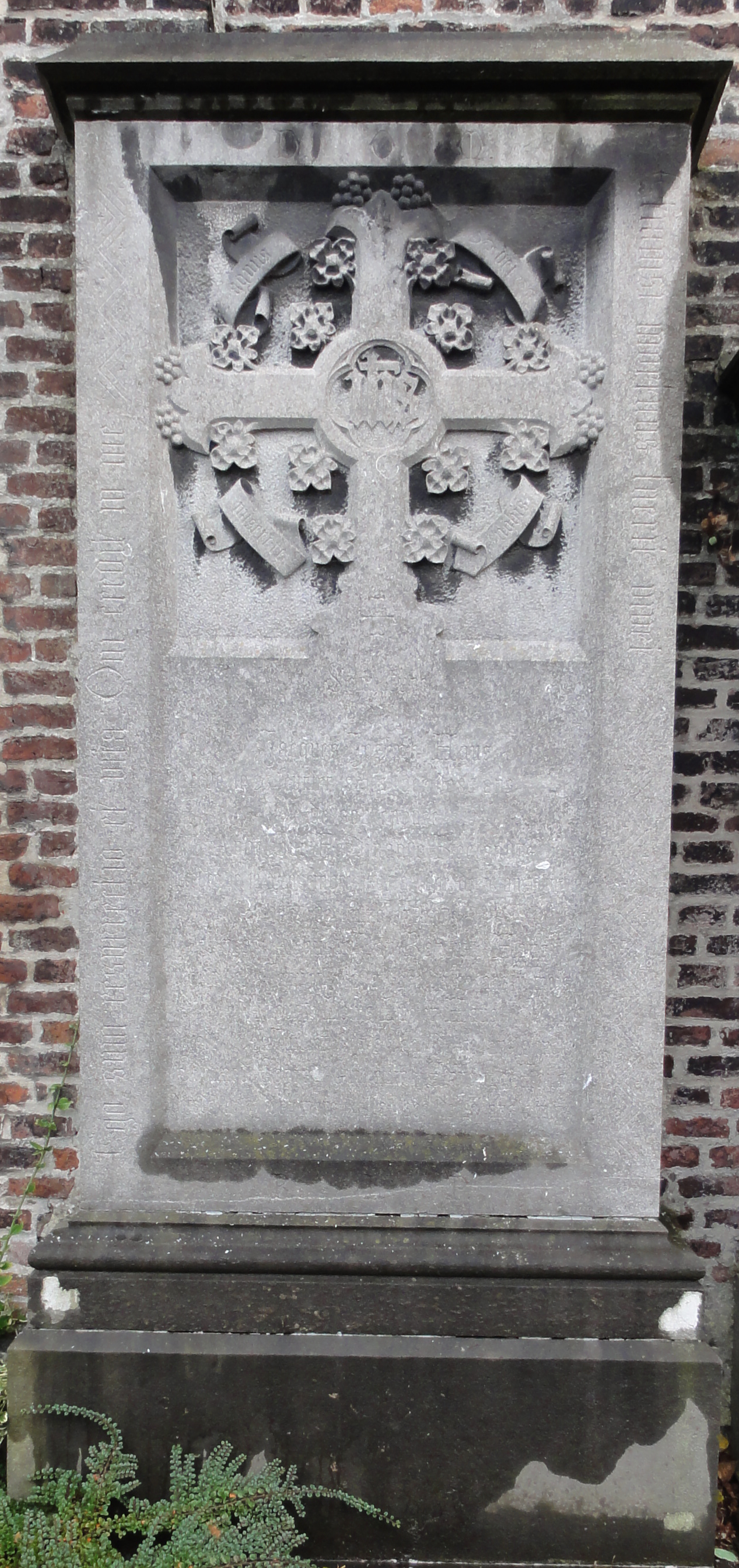
Graftombe Jacques-Joseph Haus (1796 - 1881) Campo Santo, Gent
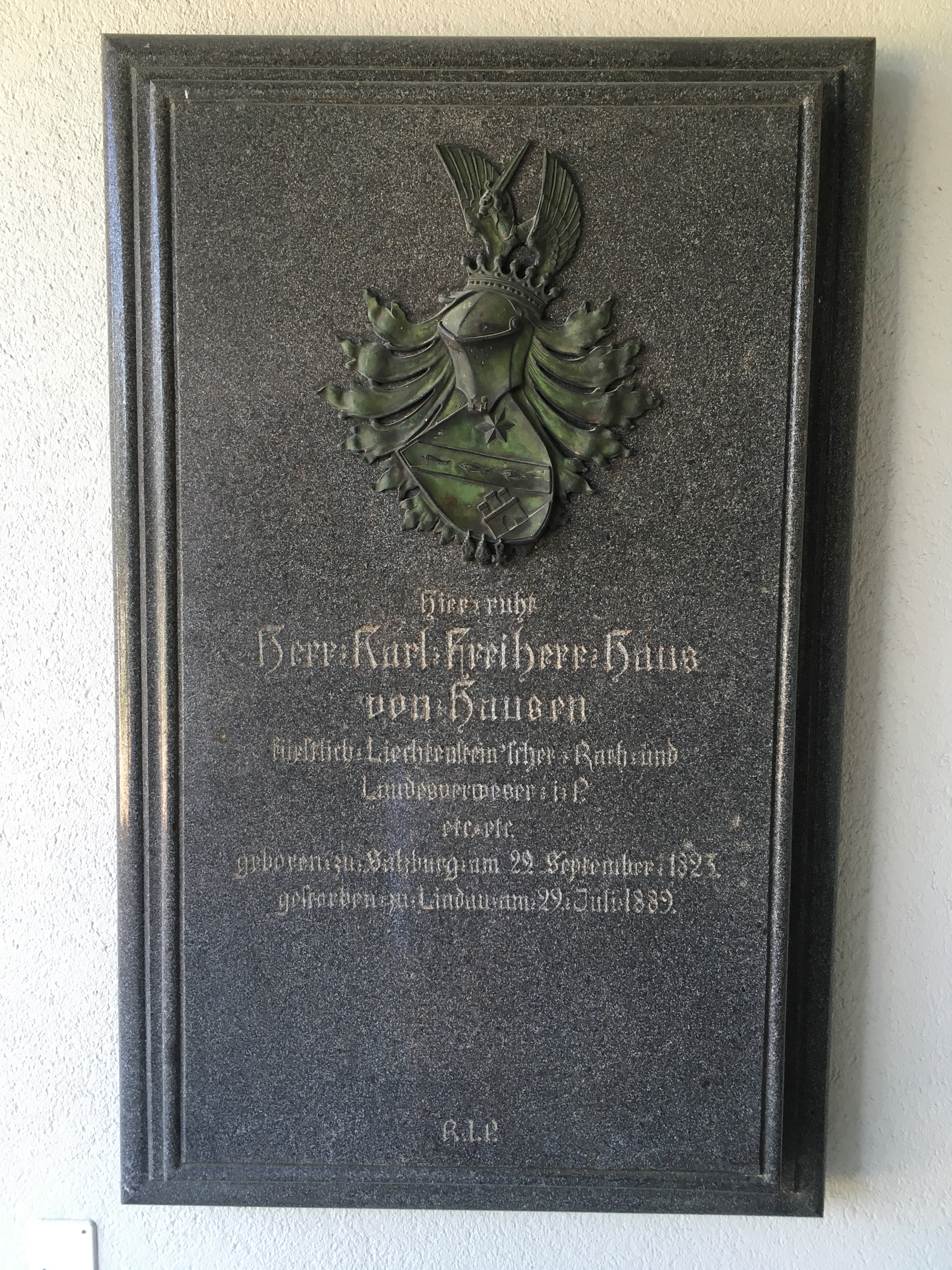
Graftombe Baron Karl Haus von Hausen (1823 - 1889) Vaduz, Liechtenstein
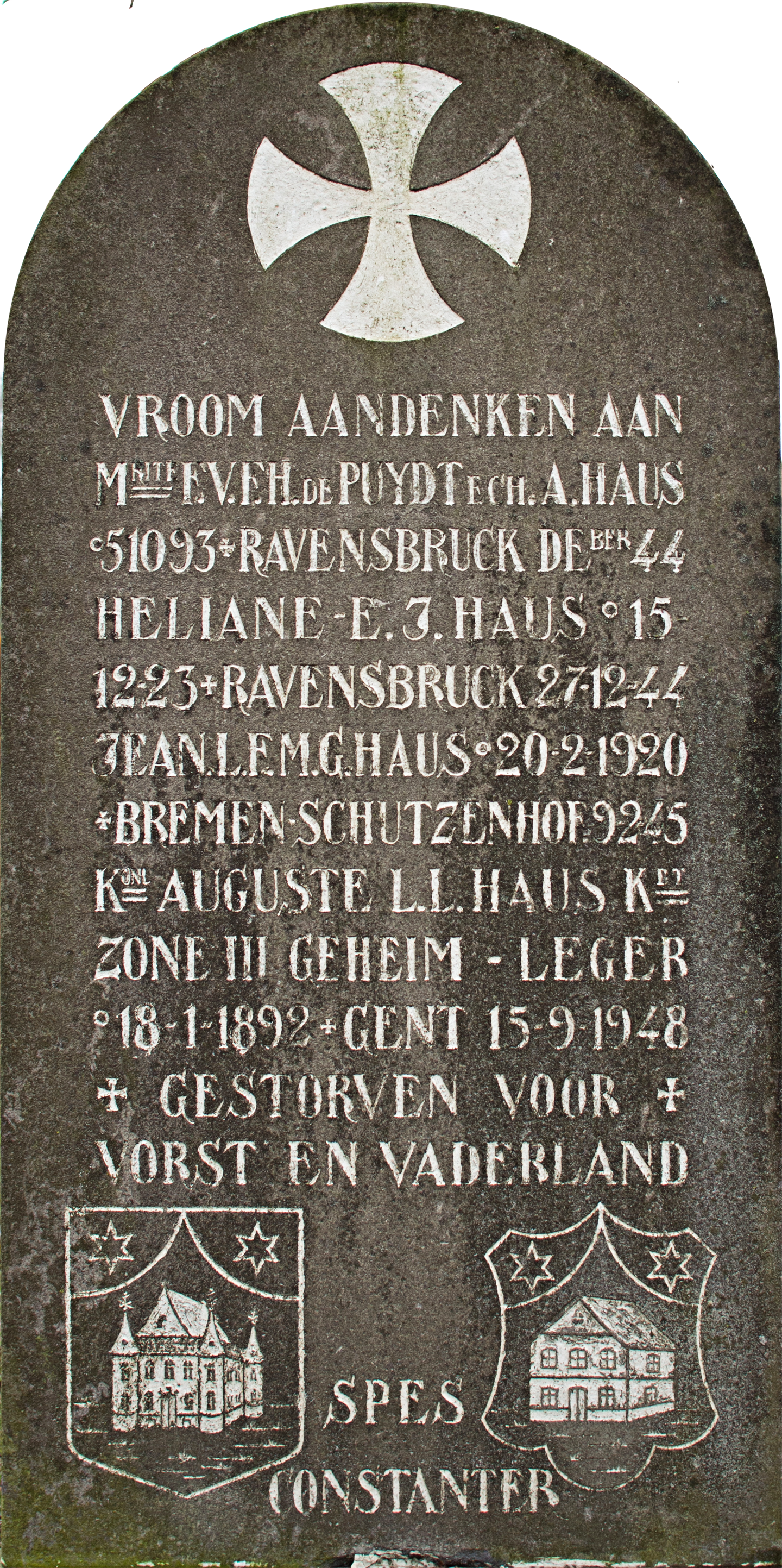
Gedenkplaat leden familie Haus, slachtoffer Wereldoorlog II, Aalter, landgoed Vijfringengoed, waarvan de familie Haus eigenaar
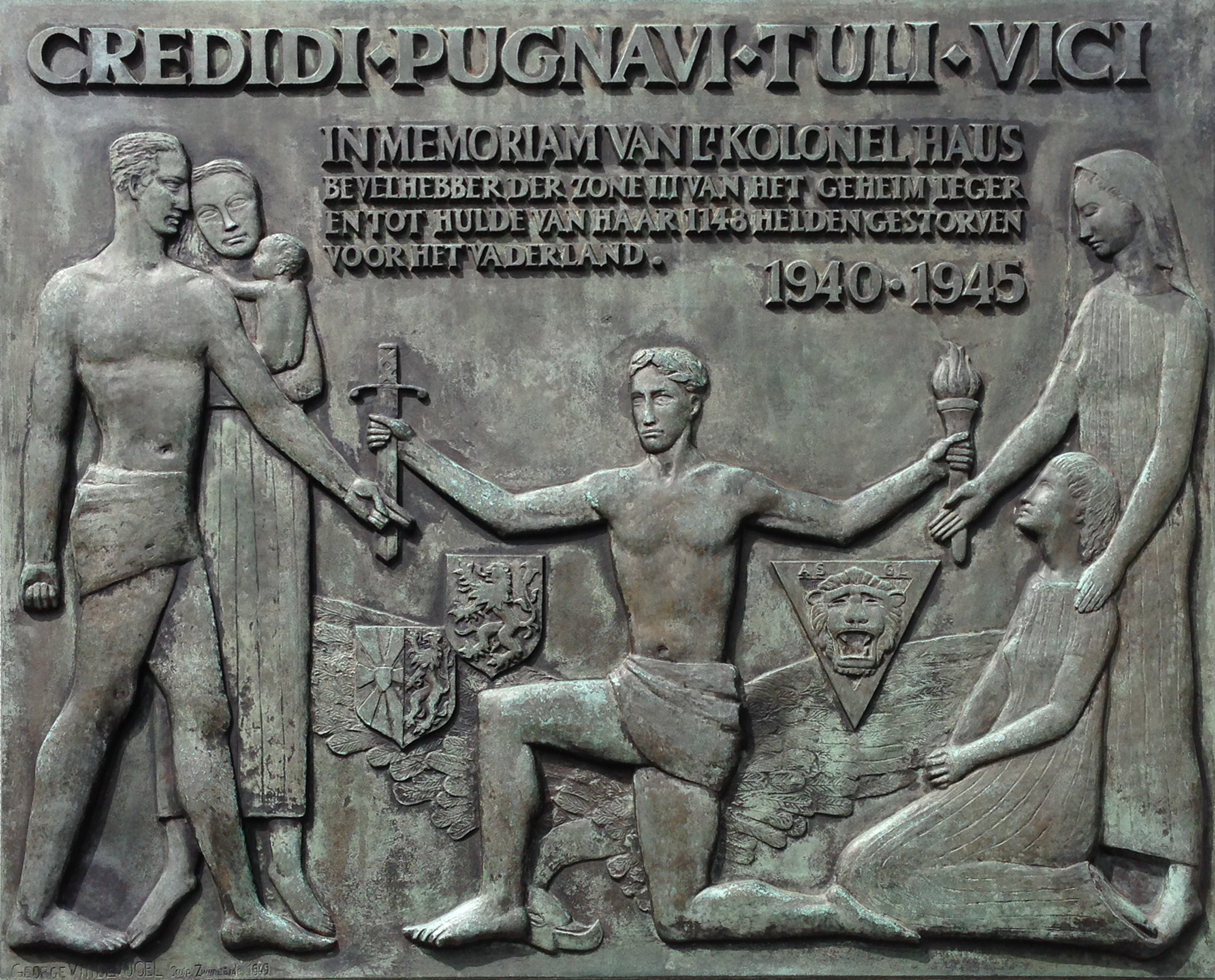
Gedenkplaat Luitenant-Kolonel Auguste Haus (1892 - 1948) Gent
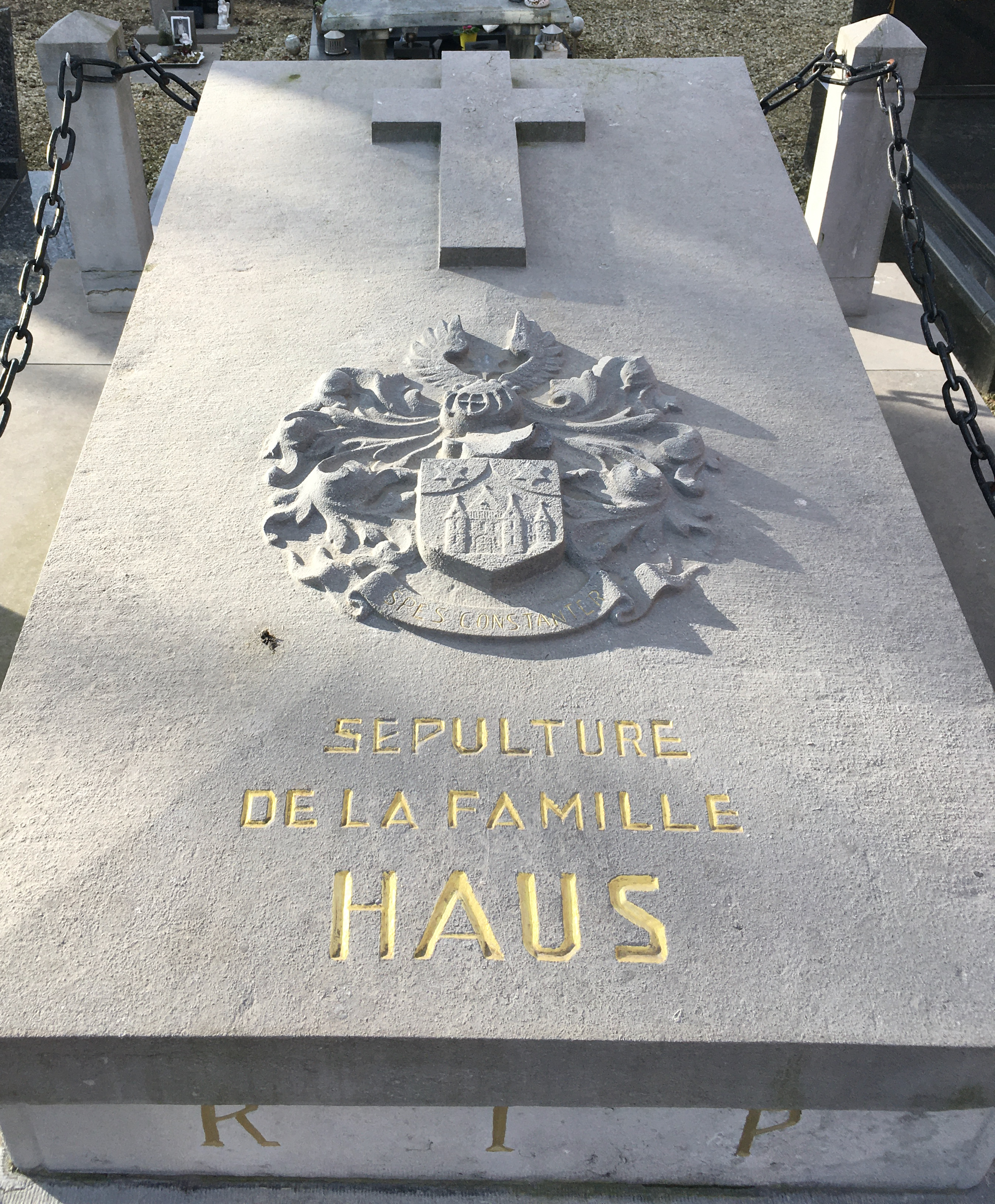
Graftombe van de familie Haus te Klein-Sinaai, waar de familie Haus eigenaar was van het kasteel Ter Eiken.
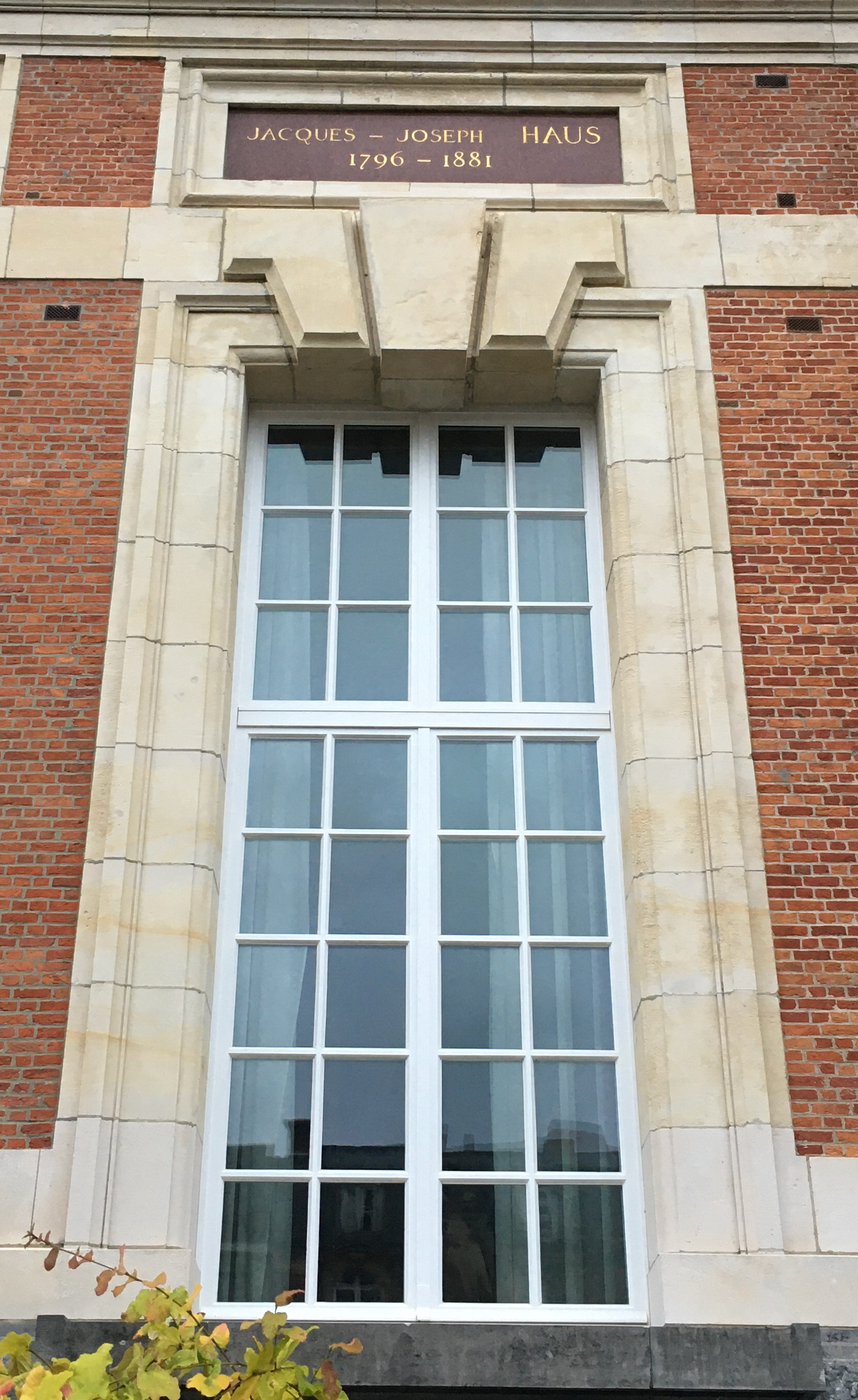
Vermelding van Jacques-Joseph Haus op het Gerechtsgebouw te Leuven